# Гари Маккинън
Гари Маккинън (на английски: Gary McKinnon) – роден на 10 февруари 1966 е шотландски системен администратор и хакер, обвинен в извършването на „едно от най-сериозните хаквания на военни системи“ през 2002 г.
Самият Маккинън заявява, че просто се е опитвал да намери доказателства за прикриването на съществуването на „свободна енергия“, НЛО и други технологии, които биха били полезни на човечеството. На 16 октомври 2012 след поредица от съдебни дела във Великобритания, министърът на вътрешните работи (Home Secretary) Тереза Мей отхвърля заповедта за екстрадирането на Маккинън в САЩ.

## Предполагаемото престъпление
Маккинън е обвинен за това, че в рамките на период от 13 месеца (между февруари 2001 и март 2002 г.) е проникнал в 97 компютърни системи на НАСА и американските военни, използвайки псевдонима „Solo“.
Американските власти го обвиняват в изтриването на критични за операционната система файлове, което е довело до спиране на работата на мрежа от 2000 компютърни системи за период от 24 ч. в един от командните центрове на американската армия, намиращ се във Вашингтон, оставяйки съобщение „Вашата сигурност не струва“ (Your security is crap).
След атаките от 11 септември 2001 г. Маккинън изтрива файлове и от системите на команден център на Военноморските сили на САЩ довело до спирането на 300 компютърни системи, което парализирало доставките на муниции до Атлантическата флота.
Маккинън е обвинен и в копирането и съхраняването на секретна информация и пароли за достъп на своя компютър.
Според изчисленията на властите това е довело до загуби на стойност $700 000.
Въпреки че Маккинън не признава обвиненията в изтриване и копиране на информация, той признава че е оставил съобщение на една от системите:
| „ | "US foreign policy is akin to Government-sponsored terrorism these days … It was not a mistake that there was a huge security stand down on September 11 last year … I am SOLO. I will continue to disrupt at the highest levels … " | “ |

## Арест и съдебно преследване
Маккинън е разпитан от полицията за пръв път на 19 март 2002 г., като личният му компютър е иззет от властите. Впоследствие е разпитан повторно на 8 август 2002 от специализирания отряд за борба с компютърните престъпления (UK National Hi-Tech Crime Unit – NHTCU).
През ноември 2002 Върховният съд на щата Вирджиния повдига обвинение срещу Маккинън. Обвинителният акт съдържа седем обвинения в компютърни престъпления, всяко от които с евентуална 10 годишна присъда.

### Производство по екстрадиция
Маккинън остава на свобода в рамките на три години – до юни 2005 г., когато Обединеното кралство утвърждава споразумение за екстрадиция със САЩ (Extradition ACT 2003), след което му се налага мярка за неотклонение подписка. В случай че бъде екстрадиран в САЩ го грози присъда до 70 години. Това кара Маккинън да изрази притеснения, че би могъл да бъде пратен в лагера Гуантанамо.

### Обжалване на заповедта за екстрадиция
Маккинън прави неколкократни опити да обжалва заповедта си за екстрадиция, които биват отказани или отхвърлени:
- през 2008 – пред Камарата на лордовете – отхвърлен.[12][13]
- пред Европейския съд по правата на човека[14][15] – отхвърлен
- през 2009 пред Върховния съд[16][17][18] – загубен

### Oтказ за екстрадиция
На 16 октомври 2012 г. вътрешният министър на Обединеното кралство обявява, че искането за екстрадиция е отхвърлено, казвайки че „екстрадирането на Гари Маккинън би довело до твърде голям риск от това той да се самоубие (има диагностицирано заболяване от аутистичния спектър) и разрешението за негова евентуална екстрадиция би нарушило човешките му права.“ Тя допълва, че решението дали той да бъде обвинен от британски съд ще бъде взето от главния прокурор.
На 14 декември главният прокурор на Обединеното кралство Киър Стармър обявява, че обвинения срещу Гари Маккинън няма да бъдат повдигани.

## В подкрепа на Маккинън
През ноември 2008 г. 80 британски депутати подписват петиция с искане всяко наказание за лишаване от свобода наложено от американски съд да бъде изпълнявано в Обединеното кралство.
В средата на ноември 2008 г. рок групата Мерилиън обявява своята готовност за участие в благотворителен концерт в подкрепа на борбата на Гари Маккинън срещу неговата екстрадиция. Заявка за подобна подкрепа изказват и други изпълнители: Стинг, Труди Стайлър, Джули Кристи, Дейвид Гилмор, Греъм Неш, Питър Гейбриъл, Проклеймърс, Боб Гелдоф, Криси Хайнд, Дейвид Камерън, Борис Джонсън, Стивън Фрай, както и Консвервативната партия, Либерални Демократи, Националната асоциация на аутистите и много други.

### Песен
През август 2009 г. вокалистът и китарист на Пинк Флойд Дейвид Гилмор пуска сингъл, озаглавен „Chicago – Change the World“, с който да повиши осведомеността за положението, в което се намира Маккинън. Песента е преозаглавена кавър версия на песен на Греъм Неш и в нея участват Криси Хайнд, Боб Гелдоф и самият Маккинън. Песента е продуцирана от Крис Томас.

## Публични изявления
В много свои публични изявления Маккинън потвърждава, че се е сдобил с неоторизиран достъп до компютърни системи в САЩ, включително тези споменати в обвинението.
Той заявява, че е бил мотивиран от факта да намери доказателства за съществуването на НЛО, антигравитационни технологии и съществуването на свободна енергия.
В свое интервю за телевизионното шоу на Би Би Си's „Клик“ Маккинън заявява, че е успял да проникне в част от компютърните системи, използвайки прост скрипт написан на „Perl“, който търси акаунти, използващи празни пароли или такива по подразбиране.
В същото интервю Маккинън споменава и т.нар. „The Disclosure Project“, като според него „това са хора заслужаващи доверие, които потвърждават съществуването на технология, заимствана от НЛО, антигравитационни технологии, свободна енергия и техния извънземен произход“.
Той казва, че е потвърдил твърденията, че снимки публикувани от НАСА често са обработвани, за да се скрият доказателства за наличието на НЛО, като е сравнил „суровите“ и „обработените“ снимки. Той заявява, че е виждал детайлна снимка на „нещо, което не е направено от човешка ръка“ във формата на цигара, което се носи в пространството над северното полукълбо, но за свое съжаление не е успял да направи копие на файла преди връзката му да бъде прекъсната.

## Документи на НАСА
През 2006 г. към НАСА е отправено искане по „Закона за свобода на информацията“ за всички документи свързани със случая на Гари Маккинън.
Документите са публикувани онлайн и са достъпни за сваляне в интернет.